# Бад Вилдбад
Бад Вилдбад (њем. Bad Wildbad) град је у њемачкој савезној држави Баден-Виртемберг. Једно је од 25 општинских средишта округа Калв. Према процјени из 2010. у граду је живјело 10.680 становника. Посједује регионалну шифру (AGS) 8235079.

## Географски и демографски подаци
Бад Вилдбад се налази у савезној држави Баден-Виртемберг у округу Калв. Град се налази на надморској висини од 425-850 метара. Површина општине износи 105,3 km². У самом граду је, према процјени из 2010. године, живјело 10.680 становника. Просјечна густина становништва износи 101 становника/km².

## Међународна сарадња
| Мјесто  | Држава    | Врста сарадње | Од    |
| ------- | --------- | ------------- | ----- |
| Коголен | Француска | партнерство   | 1981. |
| Извор   |           |               |       |